# Pinus hwangshanensis
Pinus hwangshanensis, o pino Huangshan, es un pino endémico de las montañas del este de China, en las provincias de Anhui, Fujian, Guizhou, Hubei, Hunan, Jiangxi y Zhejiang; lleva el nombre de las montañas Huangshan en Anhui, desde donde se describió por primera vez.

## Descripción
Pinus hwangshanensis es un árbol de hoja perenne que alcanza de 15 a 25 m (49–82 pies) de altura, con una copa muy ancha, de copa plana y ramas largas y niveladas. La corteza es gruesa, grisácea y escamosa. Las hojas son como agujas, verde oscuro, dos por fascículo, de 5 a 8 cm de largo y 0,8 a 1 mm de ancho, la vaina persistente del fascículo de 1 cm de largo. Los conos son anchos y rechonchos, de 4 a 6,5 cm de largo, de color amarillo-marrón, que se abren cuando maduran a fines del invierno y tienen de 5 a 7 cm de ancho. Las semillas son aladas, de 5 a 6 mm de largo con un ala de 1,5 a 2,5 cm. La polinización es a mediados de la primavera, y los conos maduran entre dieciocho y veinte meses después. Está estrechamente relacionado con el pino negro japonés (P. thunbergii), que difiere de él en las hojas más delgadas, brotes marrones (no blancos) y conos más anchos.
Los pinos de Huangshan generalmente crecen en altitudes moderadas a altas en riscos empinados y rocosos, y son un componente importante de vegetación en los paisajes excepcionales del este de China. Muchos especímenes son venerados por sus formas resistentes únicas y con frecuencia se representan en pinturas chinas tradicionales.

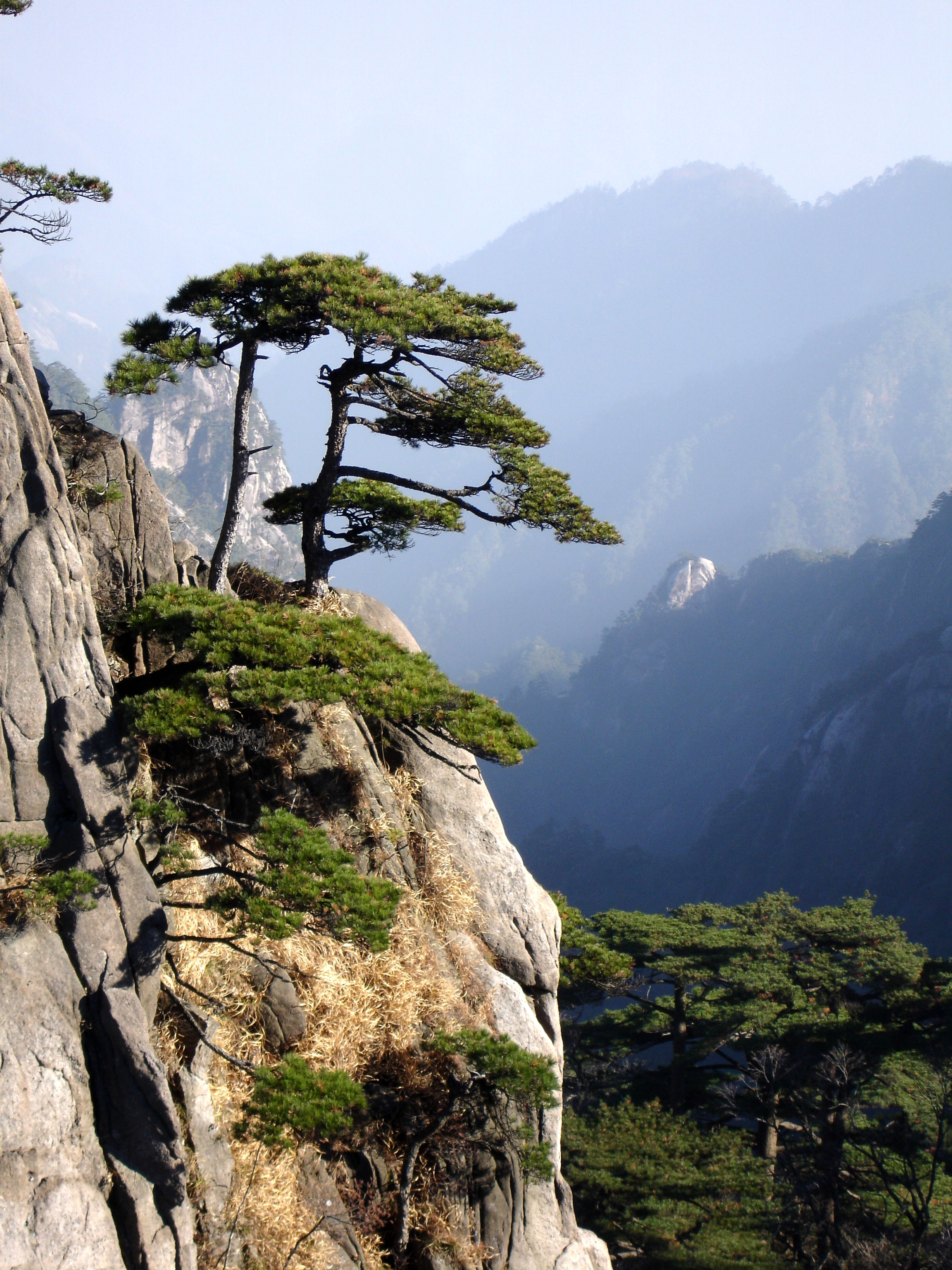
Huangshan
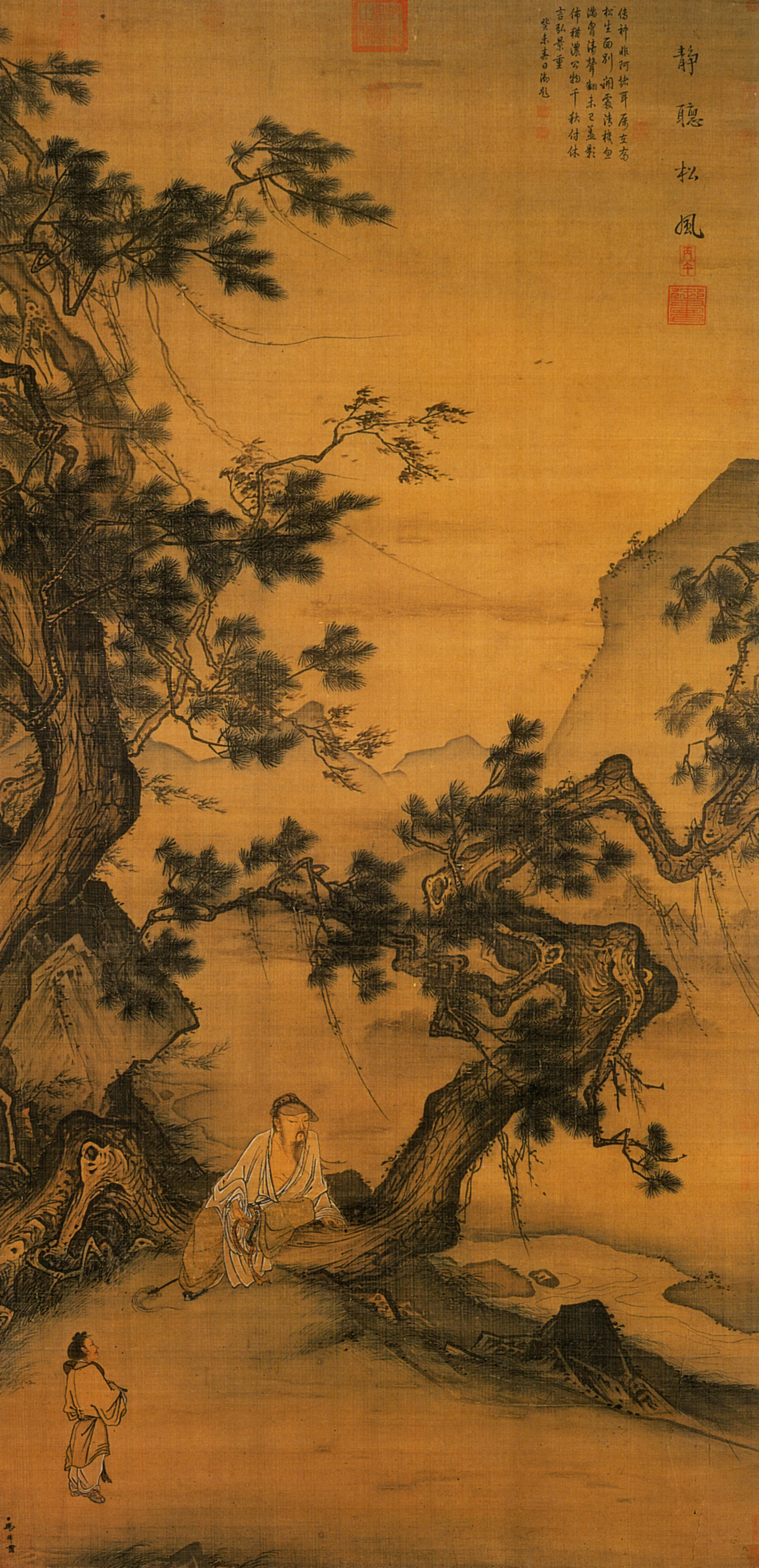
Una pintura del área de Hangzhou que muestra los pinos de Huangshan de Ma Lin en 1246.
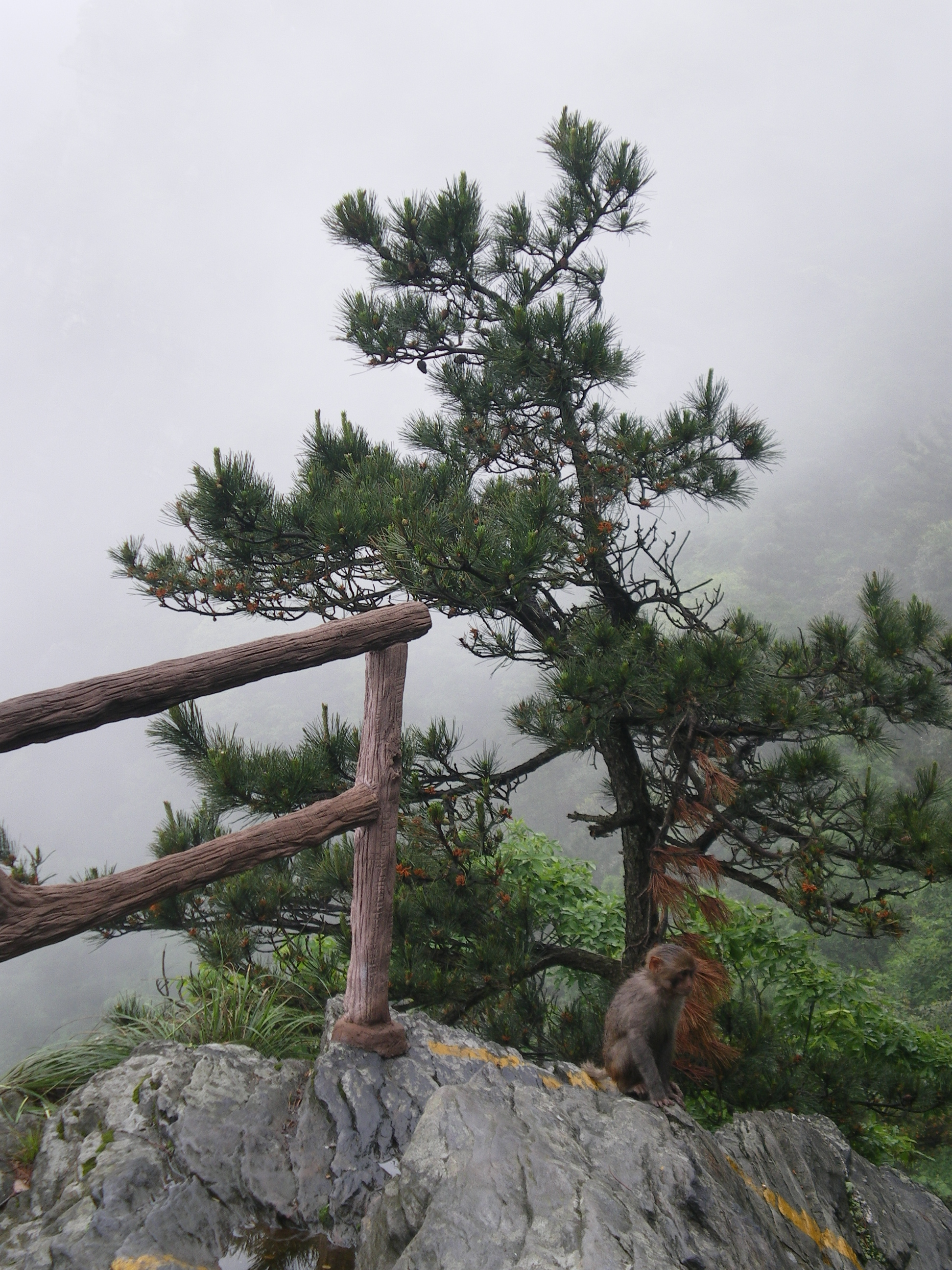
Pinus hwangshanensis Lushan 7